# Проклятое место (фильм, 2013)
«Проклятое место» (англ. Lost Place) — немецкий 3D-фильм ужасов, созданный режиссёром Торстеном Клайном в качестве его дебютной работы. Является первым Европейским фильмом снятом в новом формате аудио Dolby Atmos. Мировая премьера состоялась 19 сентября 2013 года, в России фильм вышел на экраны 21 ноября того же года. Также фильм был показан на 66-м Каннском кинофестивале.
Слоган фильма: «Это приключение станет кошмаром!».

## Сюжет
Выбирая место для пикника, четверо старшеклассников доверились навигатору, который заводит их вглубь большого и темного леса, где они находят заброшенную военную базу. Поначалу школьники рады попасть на закрытый объект — когда-то, во время холодной войны, на этом полигоне проводили эксперименты с применением электромагнитных волн. Но то, что сначала казалось приключением, вдруг превращается в сущий кошмар: на станции начинают происходить странные и очень страшные вещи. Школьники охвачены паникой — похоже, зловещие эксперименты продолжаются в этом проклятом месте и теперь испытаниям подвергнута не только дружба молодых людей, но и жизнь каждого из них.

## О фильме
Съёмки фильма начались осенью 2011 года в Рейнланд-Пфальце и Тюрингии, а также в Берлине. Время съёмок составило всего 42 дня, остальное время ушло на спецэффекты. Фильм исследует тему о теории заговора программы HAARP. Первоначально мировая премьера фильма должна была состояться в апреле 2013 года, но дату перенесли на сентябрь. Причиной послужил длительный постпродакшн. В России прокатчиком фильма была компания Каравелла DDC.

## В ролях
| Актёр              | Роль               |
| ------------------ | ------------------ |
| Франсуа Геск       | Даниель            |
| Ютте-Мерле Бёрнзен | Элли               |
| Йозефина Пройс     | Джессика           |
| Пит Буковски       | Томас              |
| Анатоль Таубман    | Фальк Гайзинге     |
| Бьорн Бугри        | офицер полиции     |
| Георг Каммерер     | офицер полиции     |
| Рике Экерман       | владелец гостиницы |

## Саундтрек
- 1. DJ Perez feat. Smolface — Jeden Tag Wochenende
- 2. Marc Ferrari — Love Is Blind
- 3. Matt Deny & Mike Farner — Smokin' Funk
- 4. Phil Buckle — Message to Your Heart
- 5. Bonobo — We Could Forever
- 6. Christophe Calpini & Franco Casagrande — The Gate
- 7. Matthias Millhoff — Unser Platz[5]

## Награды и номинации
| 2014 | Первые шаги | Лучший продюсер | Номинация |